# Michel Bergeron-trófea
A Michel Bergeron-trófea egy díj a QMJHL-ben, melyet a legjobb támadó újoncnak ítélnek oda. 1969–1980 között a legjobb újoncnak ítélték oda. Ennek a mintájára létrehozták a Raymond Lagacé-trófeát, melyet a legjobb védő újonc kap. 1991-ben létrehozták az RDS-kupát, melyet azóta a legjobb újonc kap.

## A díjazottak
| Szezon    | Játékos                | Csapat                   |
| --------- | ---------------------- | ------------------------ |
| 2013–2014 | Nikolaj Ehlers         | Halifax Mooseheads       |
| 2012–2013 | Valentyin Zikov        | Baie-Comeau Drakkar      |
| 2011–2012 | Mihail Grigorenko      | Québec Remparts          |
| 2010–2011 | Charles Hudon          | Chicoutimi Saguenéens    |
| 2009–2010 | Petr Straka            | Rimouski Océanic         |
| 2008–2009 | Dimitrij Kougricsev    | Québec Remparts          |
| 2007–2008 | Nicolas Deschamps      | Chicoutimi Saguenéens    |
| 2006–2007 | Jakub Voráček          | Halifax Mooseheads       |
| 2005–2006 | Angelo Esposito        | Québec Remparts          |
| 2004–2005 | Derick Brassard        | Drummondville Voltigeurs |
| 2003–2004 | Sidney Crosby          | Rimouski Océanic         |
| 2002–2003 | Petr Vrána             | Halifax Mooseheads       |
| 2001–2002 | Benoit Mondou          | Baie-Comeau Drakkar      |
| 2000–2001 | Pierre-Marc Bouchard   | Chicoutimi Saguenéens    |
| 1999–2000 | Christopher Montgomery | Montréal Rocket          |
| 1998–1999 | Ladislav Nagy          | Halifax Mooseheads       |
| 1997–1998 | Mike Ribeiro           | Rouyn-Noranda Huskies    |
| 1996–1997 | Vincent Lecavalier     | Rimouski Océanic         |
| 1995–1996 | Pavel Rosa             | Hull Olympiques          |
| 1994–1995 | Danny Brière           | Drummondville Voltigeurs |
| 1993–1994 | Christian Dubé         | Sherbrooke Faucons       |
| 1992–1993 | Steve Brule            | Saint-Jean Lynx          |
| 1991–1992 | Alexandre Daigle       | Victoriaville Tigres     |
| 1990–1991 | René Corbet            | Drummondville Voltigeurs |
| 1989–1990 | Martin Lapointe        | Laval Titan              |
| 1988–1989 | Yanic Perreault        | Trois-Rivières Draveurs  |
| 1987–1988 | Martin Gélinas         | Hull Olympiques          |
| 1986–1987 | Rob Murphy             | Laval Voisins            |
| 1985–1986 | Pierre Turgeon         | Granby Bisons            |
| 1984–1985 | Jimmy Carson           | Verdun Junior Canadiens  |
| 1983–1984 | Stephane Richer        | Granby Bisons            |
| 1982–1983 | Pat LaFontaine         | Verdun Juniors           |
| 1981–1982 | Sylvain Turgeon        | Hull Olympiques          |
| 1980–1981 | Claude Verret          | Trois-Rivières Draveurs  |

## A díjazottak 1980 előtt
| Szezon    | Játékos           | Csapat                  |
| --------- | ----------------- | ----------------------- |
| 1979–1980 | Dale Hawerchuk    | Cornwall Royals         |
| 1978–1979 | Alain Grenier     | Laval National          |
| 1977–1978 | Denis Savard      | Montréal Juniors        |
| 1977–1978 | Normand Rochefort | Trois-Rivières Draveurs |
| 1976–1977 | Rick Vaive        | Sherbrooke Castors      |
| 1975–1976 | Jean-Marc Bonamie | Shawinigan Dynamos      |
| 1974–1975 | Denis Pomerleau   | Hull Festivals          |
| 1973–1974 | Mike Bossy        | Laval National          |
| 1972–1973 | Pierre Larouche   | Sorel Éperviers         |
| 1971–1972 | Bob Murray        | Cornwall Royals         |
| 1970–1971 | Bob Murphy        | Cornwall Royals         |
| 1969–1970 | Serge Martel      | Verdun Maple Leafs      |